# Appleby, Texas
Appleby är en ort i Nacogdoches County i Texas. Vid 2010 års folkräkning hade Appleby 474 invånare.